# Liste von Bremer Bürgermeistern

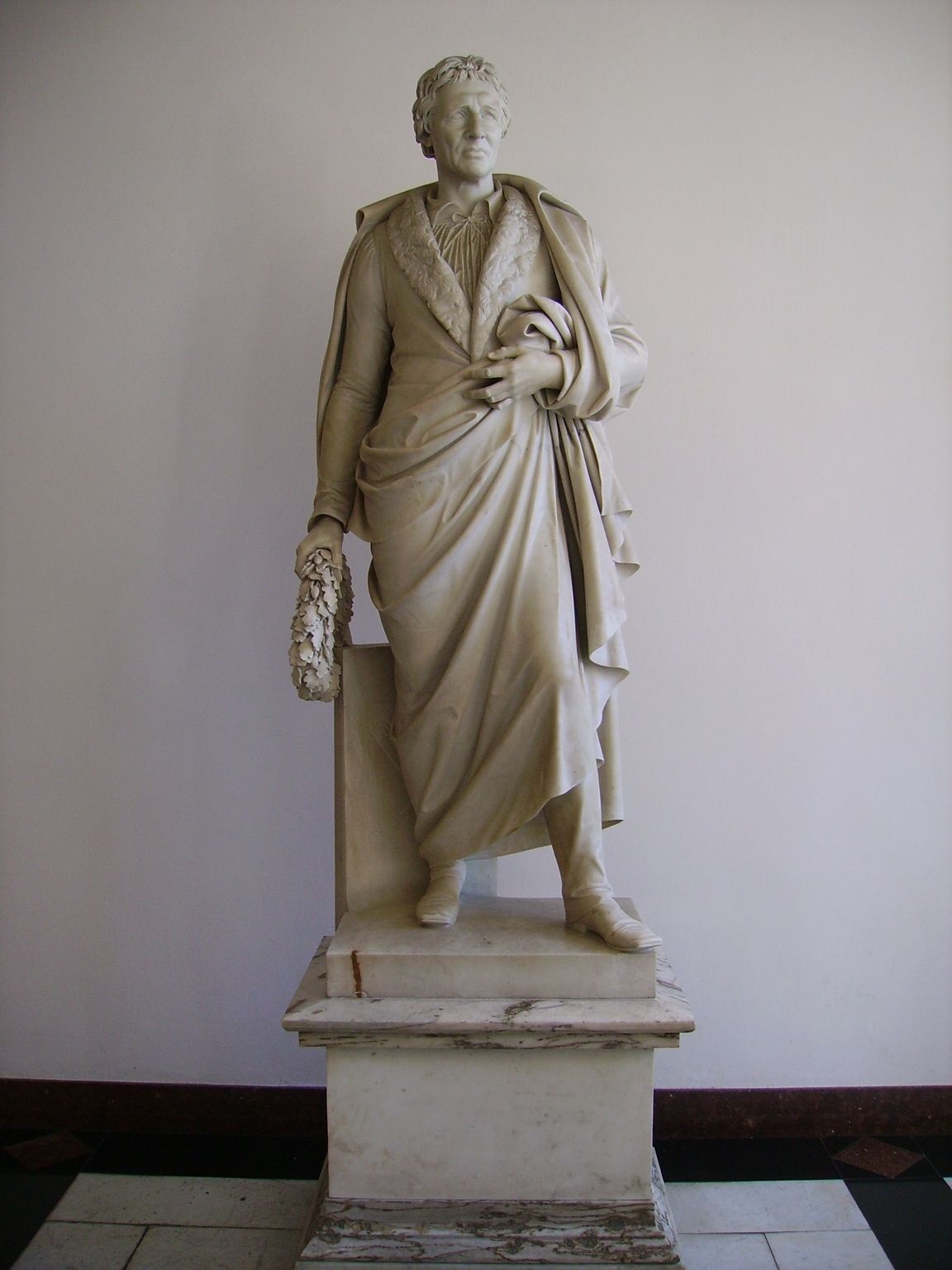
Denkmal für Johann Smidt im Bremer Rathaus

Diese Liste der Bremer Bürgermeister zeigt eine Vielzahl der Bürgermeister der Stadt Bremen der letzten Jahrhunderte. Die Bürgermeister der Hansestadt werden vom Senat ernannt, nachdem sich dieser nach einer Bürgerschaftswahl konstituiert hat. Unter dem NSDAP-Regime wurde der Posten des Bürgermeisters nicht durch Wahl besetzt.
 † = Amtsausscheiden durch Tod

## Bis 1918

### Bis 1799
Diese Teilliste, welche alle Bürgermeister Bremens bis zum Jahre 1799 auflisten soll, ist noch unvollständig. Im Bremer Rath der Kayserlichen Freyen Reichs- und Hansestadt und seit 1822 im Senat der Freien Hansestadt Bremen regierten von 1398 bis 1426 und wieder von 1433 bis 1852/53 gleichzeitig vier Bürgermeister – zwischendurch gab es zwei Bürgermeister. Beim Ausscheiden eines Bürgermeisters wurde nachfolgend ein neuer Bürgermeister gewählt. Es wurde deshalb bis 1852/53 in vier Linien unterschieden: Die vier Linien ergaben sich daraus, dass die vier Kirchspiele – Liebfrauen, Ansgarii, Martini und Stephani – jeweils einen Bürgermeister stellten.
| Amtszeit                                           | Name                                   | Lebensdaten                              | Bemerkung                                                                                                  |
| -------------------------------------------------- | -------------------------------------- | ---------------------------------------- | --- |
| um 1344                                            | Heinrich Doneldey                      | * um 1300                                | Ratsherr, Dombauherr, Stifter                                                                              |
| um 1358                                            | Bernhard von Dettenhusen               | † nach 1378                              | ab 1330 Ratsherr                                                                                           |
| ab 22. März 1365, evtl. bis 1377                   | Albert Doneldey                        | * vor 1310; † nach 1377                  | ab 1331 Ratsherr                                                                                           |
| 1367 bis 1391                                      | Nikolaus Hemeling                      | vor 1361 bis 1391                        | Vetter von Johann Hemeling                                                                                 |
| 1390 bis 1403                                      | Johann Brand der Ältere                | * um 1340 bis 1405                       | 1364 bis 1403 Ratsherr, Wappen am Rathaus                                                                  |
| 1394 bis 1410                                      | Reynwerd Dene                          | † nach 1410                              | Ratsherr, Hansevertreter                                                                                   |
| 1394 bis ?                                         | Bernhard Schorhar auch Bernd Merck     | † 1409/10                                | 1371 bis 1409 Ratsherr                                                                                     |
| 1395 bis 1410 ?                                    | Friedrich von Walle                    | † nach 1410                              | ab 1371 Ratsherr                                                                                           |
| 1405 bis 1410                                      | Johann Hemeling                        | 1358 bis 27. März 1428                   | ab 1382 Ratsherr                                                                                           |
| 1410 bis 1417                                      | Friedrich Wigger                       | † 1417                                   | ab ca. 1396 Ratsherr                                                                                       |
| 1414 bis 1420/21                                   | Gerd von Dettenhusen                   | † um 1432/33                             | 1395 bis 1420 Ratsherr Sohn von Bernhard von Dettenhusen                                                   |
| 1419 bis 1424                                      | Herbort Duckel                         | um 1365 bis vor 1433                     | 1407/08 bis 1424 Ratsherr verließ 1425 Bremen, klagte gegen Stadt, Hanse und Kaiser                        |
| 1417 bis 1423                                      | Detward von der Hude                   | um 1345 bis 1430                         | ab 1375 Ratsherr                                                                                           |
| um 1420 ?                                          | Hinrich von der Hude                   | vor 1390 bis 1459                        | 1410 bis 1459 Ratsherr, Sohn von Detward von der Hude                                                      |
| 1422 bis 20. Juni 1430                             | Johann Vasmer                          | 1365 bis 1430                            | wegen Hochverrats enthauptet, später rehabilitiert                                                         |
| ab 1428                                            | Johann Frese                           | † 14. Februar 1464                       | 1420 bis 1463 Ratsherr                                                                                     |
| um 1464                                            | Hermann Gröpeling                      | um 1400 bis nach 1464                    | Ratsherr                                                                                                   |
| um 1464                                            | Jacob Olden                            |                                          | |
| um 1464                                            | Carsten Steding                        |                                          | |
| um 1475                                            | Bernd Balleer (auch Bernd Baller)      |                                          | |
| 1486 bis 1508                                      | Heinrich Stenouw                       | † 1508                                   | |
| 1500 bis 1538                                      | Daniel von Büren der Ältere            | † 1541                                   | |
| 1508 bis 1544                                      | Meimar von Borken                      | † 1546                                   | |
| 1512 bis 1531                                      | Johann von der Trupe                   | † 26. April 1533                         | ab 1509 Ratsherr                                                                                           |
| um 1530                                            | Heinrich Stenouen                      |                                          | Schwiegervater von Bürgermeister Erich Hoyer                                                               |
| ab 1531                                            | Diedrich Hoyer der Ältere              | † 22. Juli 1548                          | Wappen am Rathaus                                                                                          |
| ab 1538                                            | Diedrich Vasmer                        | * 1501; † 18. Januar 1549                | ab 1536 Ratsherr, Bruder von Hermann Vasmer                                                                |
| ab 1539                                            | Arnold Esich                           | * 1501; † 8. August 1547                 | 1533 Ratsherr                                                                                              |
| 1544 bis 1591                                      | Daniel von Büren der Jüngere           | 1512 bis 1593                            | ab 1538 Ratsherr Sohn von Daniel von Büren d. Ä.                                                           |
| 1548 bis 1554                                      | Elert Esich                            | * 1508; † 20. Dezember 1554              | 1547 Ratsherr                                                                                              |
| 1554 bis 1562                                      | Detmar Kenckel                         | 1513–1584                                | ab 1549 Ratsherr Gegner von Daniel von Büren                                                               |
| 1560 bis 1562                                      | Johann Esich                           | 1518–1578                                | ab 1555 Ratsherr Gegner von Daniel von Büren                                                               |
| ab 1562                                            | Hermann Vasmer                         | † 30. September 1567                     | ab 27. Januar 1549 Ratsherr, Bruder von Diedrich Vasmer                                                    |
| ab 1562                                            | Erich Hoyer, Dr. jur.                  | † 2.4.1597                               | ab 1562 Ratsherr, Sohn von Diedrich Hoyer der Ältere Vater von Diedrich Hoyer der Jüngere                  |
| ab 19. April 1574                                  | Carsten Christian Steding              |                                          | 1562–1574 Ratsherr                                                                                         |
| ab 23. April 1584                                  | Hermann Schomaker                      | † 9. Juni 1600                           | ab 21. Oktober 1566 Ratsherr                                                                               |
| ab 1597                                            | Heinrich Zobel                         | vor 1558–nach 1600 (1615 ?)              | ab 1583 Ratsherr Wappen am/im Rathaus, Martinikirche und Kirche in Blumenthal                              |
| 1. Dezember 1591 bis 1605                          | Johann Esich der Jüngere               | * 1521; † 27. August 1605                | 1562 Ratsherr 1600 Praeses, Wappenstein an der alten Kirche in Blumenthal                                  |
| ab 23. Mai 1597                                    | Daniel von Büren III.                  | † 6. März 1608                           | ab 9. April 1597 Ratsherr, Sohn von Daniel von Büren d. J., Wappenstein an der alten Kirche in Blumenthal  |
| ab 17. Juni 1600                                   | Heinrich Houcken (auch Henrich Houken) | † 1. Februar 1609                        | ab 8. März 1586 Ratsherr, später Richter, Wappenstein an der alten Kirche in Blumenthal                    |
| 30. August 1605 bis 1. August 1611                 | Heinrich Krefting                      | 1562–1611                                | ab 1591 Ratsherr                                                                                           |
| ab 10. März 1608                                   | Diedrich Hoyer der Jüngere             | * 6. Juli 1568; † 29. Oktober 1623       | 1616: Bündnis mit Generalstaaten, Wappen am Rathaus                                                        |
| ab 1609                                            | Johann Clamp                           | * 21. Okt. 1549 † 19. Jun. 1611          | ab 1595 Rathsherr                                                                                          |
| 1611 bis 1617 †                                    | Arnold Gröning (auch Arendt Gröning)   | * um 1550; † 22. August 1617             | Wappen am Rathaus                                                                                          |
| 23. Juni 1611                                      | Johann Brand der Jüngere               | 1563–1615                                | Ratsherr, Wappen am Rathaus                                                                                |
| 1615 bis 1632                                      | Johann Heerde der Ältere               | † 25. Juli 1632                          | ab 1609 Ratsherr, ab 1611 Mauerherr, Wappenstein in der Süsterstraße                                       |
| 1615 bis 1638                                      | Johann Schlichting                     | † 1638                                   | ab 1608 Ratsherr, ab 1611 Mauerherr, Wappenstein in der Süsterstraße                                       |
| 27. Juni 1627                                      | Eberhard Dozen                         | * 17. Juli 1574; † 17. November 1654     | 1628 Verhandlung in Uhtlede                                                                                |
| Nov. 1625 bis Juni 1627                            | Johann Zobel                           | 1578–1631                                | 1625 Ratsherr; Sohn des Heinrich Zobel                                                                     |
| ab 1632                                            | Hermann Wachmann                       | 1579–1658                                | ab 1622 Ratsherr Bruder von Johann Wachmann der Ältere                                                     |
| um 1635                                            | Havemann                               |                                          | 1635 Verpachtung Gut Walle an Ritter Rasch(en)                                                             |
| 1649 bis 5. Dezember 1654                          | Statius Speckhan                       | 1599–1679                                | Rücktritt wegen Nähe zu Schweden, später schwedischer Ratsherr                                             |
| ab 8. Januar 1649                                  | Liborius von Line der Ältere           | * 28. Februar 1595; † 5. März 1664       | |
| ab 29. Juni 1654                                   | Johann Heerde                          | * 19. Dezember 1607; † 14. Mai 1655      | ab 1634 Ratsherr, Sohn von Bürgermeister Heerde dem Älteren                                                |
| ab 1654                                            | Heinrich Meier                         | 1609–1676                                | ab 1638 Ratsherr                                                                                           |
| ab 10. März 1664                                   | Joachim Brand                          | * 24. April 1609; † 5. Februar 1673      | |
| ab 1667                                            | Simon Anton Erp von Brockhausen        | * 14. Mai 1611; † 18. November 1682      | |
| ab 1673                                            | Heinrich Alers                         | * 1612; † 1675                           | |
| ab 1682                                            | Nikolaus von Zobel                     | * 29. Oktober 1622; † 15. Juli 1693      | |
| 2. Linie: ab 24. Mai 1687                          | Johann Heerde                          | * 13. August 1638; † 11. April 1689      | ab 1669 Ratsherr, Sohn von Bürgermeister Heerde (1607–1655)                                                |
| 2. Linie: 17. April 1689 bis 1712                  | Melchior Schweling                     | * 23. Oktober 1629; † 1. Juli 1712       | ab 27. April 1678 Ratsherr, 1682 Richter, Wappen an der St.-Michaelis-Kirche                               |
| 1. Linie: 1690 bis 1721                            | Friedrich Casimir Tilemann             | * 24. Februar 1638; † 19. April 1721     | gen. Schenk; Professor am Gymnasium illustre; ab 1. März 1638 Ratsherr, Wappen an der St.-Michaelis-Kirche |
| 3. Linie: 1693 bis 1711                            | Heinrich von Aschen                    | * 13. November 1638; † 6. August 1711    | ab 1680 Ratsherr, Wappen an der St.-Michaelis-Kirche                                                       |
| 4. Linie: 1696 bis 1718                            | Hermann Doverhagen                     | * 26. März 1650; † 1. Dezember 1718      | ab 1681 Ratsherr, Wappen an der St.-Michaelis-Kirche                                                       |
| 3. Linie: 1711 bis 1716                            | Wilhelm von Bentheim                   |                                          | |
| 2. Linie: 6. Juli 1712 bis 1737 †                  | Werner Köhne                           | * 24. Dezember 1656; † 7. Oktober 1737   | |
| 3. Linie: 1716 bis 1742                            | Johann Holler                          |                                          | |
| 4. Linie: 1718 bis 1720                            | Konrad von Berchem                     |                                          | |
| 4. Linie: 1720 bis 1747                            | Heinrich Meier II.                     | * 18. April 1678; † 4. März 1747         | ab 1708 Ratsherr                                                                                           |
| 1. Linie: 1721 bis 1725                            | Johann von Rheden                      |                                          | |
| 1. Linie: September 1725 bis 1728 †                | Liborius von Line der Jüngere          | * 7. September 1668; † 1. September 1728 | Enkel von Liborius von Line d. Ä.                                                                          |
| 1. Linie: 1728 bis 1731                            | Hieronymus Alers                       |                                          | |
| 1. Linie: 16. Juni 1731 bis 1736 †                 | Heinrich Smidt                         | * 1655; † 1736                           | ab 1706 Ratsherr                                                                                           |
| 1. Linie: 1736 bis 1749                            | Daniel von Büren IV.                   | * 18. November 1693; † 24. Oktober 1749  | ab 26. April 1721 Ratsherr                                                                                 |
| 2. Linie: 14. Oktober 1737 bis 1741 †              | Jacob Hüneken                          | * 21. Oktober 1666; † 19. April 1741     | |
| 2. Linie: 1741 bis 1745                            | Kaspar von Rheden                      |                                          | |
| 3. Linie: 1742 bis 1751                            | Dietrich Meier I.                      | 5. Januar 1687; † 7. Juni 1751           | ab 1712 Ratsherr                                                                                           |
| 2. Linie: 13. Dezember 1745 bis 1756 †             | Heinrich Lampe I.                      | * 29. November 1680; † 21. März 1756     | ab 1732 Ratsherr                                                                                           |
| 4. Linie: 1747 bis 1757                            | Christian Schönel                      |                                          | |
| 1. Linie: 1749 bis 1781                            | Volkhard Mindemann                     | * 26. April 1705; † 15. Mai 1781         | ab 1736 Ratsherr                                                                                           |
| 3. Linie: 1751 bis 1766                            | Heinrich Gerhard Schumacher            | * 31. August 1695; † Februar 1766        | ab 1727 Ratsherr                                                                                           |
| 2. Linie: 27. März 1756 bis 13. März 1767          | Heinrich Köhne der Ältere              | * 19. September 1692; † 27. März 1768    | Sohn von Werner Köhne; ab 1740 Ratsherr                                                                    |
| 4. Linie: 20. März 1757 bis 29. April 1773 †       | Hieronymus Klugkist                    | * 1711; † 29. April 1773                 | Vater von Daniel Klugkist                                                                                  |
| 3. Linie: 1766 bis 1775                            | Isaak von Meinertzhagen                |                                          | |
| 2. Linie: 1767 bis 1787 †                          | Diederich Smidt                        | * 1711; † 1787                           | Sohn von Heinrich Smidt                                                                                    |
| 4. Linie: 5. Mai 1773 bis 1776                     | Hermann von Line                       | * 9. Februar 17…; † 10. Januar 1786      | |
| 3. Linie: 1775 bis 1787                            | Johann Pundsack                        |                                          | |
| 4. Linie: 1776 bis 1794                            | Daniel Tindemann                       |                                          | |
| 1. Linie: 1781                                     | Albrecht Gröning                       |                                          | |
| 1. Linie: 1781 bis 1782                            | Martin Eelking                         |                                          | |
| 1. Linie: 24. Dezember 1782 bis 1798               | Gerhard von dem Busch (Bürgermeister)  | * 22. Februar 1725; † 14. Februar 1799   | ab 1764 Ratsherr                                                                                           |
| 2. Linie: 19. Januar 1787 bis 13. November 1792 †  | Heinrich Köhne der Jüngere             | * 18. Juli 1721; † 13. November 1792     | Sohn von Heinrich Köhne d. Ä.                                                                              |
| 3. Linie: 28. November 1787 bis 26. Mai 1802       | Justin Friedrich Wilhelm Iken          | * 14. April 1726; † 3. November 1805     | |
| 2. Linie: 20. November 1792 bis 1810               | Christian Abraham Heineken             | * 10. Dezember 1752; † 20. Juli 1818     | Erste Amtszeit                                                                                             |
| 4. Linie: 19. Dezember 1794 bis 2. Dezember 1802 † | Diederich Meier II.                    | * 18. Februar 1748; † 2. Dezember 1802   | Vater von Diederich Meier (1787–1857)                                                                      |
| 1. Linie: 11. April 1798 bis 21. August 1803 †     | Jacob Breuls                           | * 7. September 1749; † 21. August 1803   | |

### Von 1800 bis 1882
Diese Teilliste, welche alle Bürgermeister Bremens bis zum Jahre 1882 auflisten soll, ist noch unvollständig. Die Regierungszeiten der Bürgermeister überschneiden sich. Es regierten bis 1852/53 gleichzeitig vier Bürgermeister; danach gab es zwei Bürgermeister. Beim Ausscheiden eines Bürgermeisters wurde immer ein neuer Bürgermeister nachgewählt. Es wurde deshalb bis 1852 in vier Linien unterschieden.
Die meisten Bürgermeister waren Juristen. Die Felder der wenigen Nichtjuristen sind grau gekennzeichnet.
| Bürgermeister                                    | Präsident des Senats       | Name                             | Lebensdaten                             | Bemerkungen                                 |
| ------------------------------------------------ | -------------------------- | -------------------------------- | --------------------------------------- | ------------------------------------------- |
| 3. Linie: 28. Mai 1802 bis 31. Dezember 1810     |                            | Daniel Klugkist                  | * 8. März 1748; † 20. September 1814    | Erste Amtszeit Sohn von Hieronymus Klugkist |
| 4. Linie: 10. Dezember 1802 – 16. September 1808 |                            | Liborius Diederich Post          | * 11. Juni 1737; † 7. Oktober 1822      | ab 1763 Archivar, ab 1776 Ratsherr          |
| 1. Linie: 26. August 1803 – 31. Dezember 1810    |                            | Heinrich Lampe                   | * 23. Januar 1746 † 18. Dezember 1817   | Erste Amtszeit Schulreformer                |
| 4. Linie: 17. September 1808 – 10. Dezember 1810 |                            | Franz Tidemann                   | * 23. Dezember 1752 † 9. April 1836     | Erste Amtszeit, Senator (1794–1808)         |
| 1811–1813                                        |                            | Wilhelm Ernst Wichelhausen       | * 1769; † 1823                          | Maire in der Bremer Franzosenzeit           |
| 1. Linie: 6. November 1813 – 15. Dezember 1817 † |                            | Heinrich Lampe                   | * 23. Januar 1746 † 18. Dezember 1817   | Zweite Amtszeit                             |
| 2. Linie: 6. November 1813 bis 20. Juli 1818 †   |                            | Christian Abraham Heineken       | * 10. Dezember 1752; † 20. Juli 1818    | Zweite Amtszeit                             |
| 3. Linie: 6. November 1813 bis 17. Juni 1814     |                            | Daniel Klugkist                  | * 8. März 1748; † 20. September 1814    | Zweite Amtszeit                             |
| 4. Linie: 6. November 1813 – 23. Dezember 1824   |                            | Franz Tidemann                   | * 23. Dezember 1752 † 9. April 1836     | Zweite Amtszeit                             |
| 3. Linie: 1814–1821                              |                            | Georg Gröning                    | * 23. August 1745 † 1. August 1825      | Schwiegersohn von Heinrich Köhne jun.       |
| 1. Linie: 1817–1822 †                            |                            | Christian Hermann Schöne         | * 10. Februar 1763 † 18. Februar 1822   |                                             |
| 2. Linie: 25. Juli 1818 – 14. April 1821 †       |                            | Arnold Dietrich Tidemann         | * 26. Oktober 1756 † 14. April 1821     | Senator (1792–1818)                         |
| 2. Linie: 1821 – 7. Mai 1857 †                   | 1850,53, 55,57             | Johann Smidt                     | * 5. November 1773 † 7. Mai 1857        |                                             |
| 3. Linie: 1821–1839 †                            |                            | Heinrich Gröning                 | * 4. Oktober 1774 † 29. März 1839       |                                             |
| 1. Linie: 1822 bis 23. Januar 1847 †             | 1838                       | Simon Hermann Nonnen             | * 4. Februar 1777 † 23. Januar 1847     |                                             |
| 4. Linie: 1824 bis 14. September 1845 †          |                            | Johann Michael Duntze            | * 28. Februar 1779 † 14. September 1845 |                                             |
| 3. Linie: 1839–1852 †                            | 1849,52                    | Johann Daniel Noltenius          | * 2. Mai 1799 † 8. März 1852            |                                             |
| 4. Linie: 1845–1857                              | 1854,56                    | Dietrich Meier III               | * 23. Juni 1787 † 24. April 1857        |                                             |
| 1. Linie: 1847 bis 3. August 1853 †              | 1851                       | Isak Hermann Albrecht Schumacher | * 27. Juli 1780 † 3. August 1853        | Grablage 249–252 Riensberger Friedhof       |
| 1857–1863 1866–1869                              | 1858,60, 62,67,69          | Arnold Duckwitz                  | * 27. Januar 1802 † 19. März 1881       |                                             |
| 1857–1861 1864–1867 1870–1873                    | 1857,59,61, 64,66,71,73(?) | Carl Friedrich Gottfried Mohr    | * 9. April 1803 † 13. Dezember 1888     | Grablage Riensberger Friedhof R 253         |
| 1862–1865 1868–1871 †                            | 1863,65, 68,70             | Johann Daniel Meier              | * 5. Mai 1804 † 3. Oktober 1871         |                                             |
| 3. Oktober 1871– 31. Dezember 1871               | 1871                       | Carl Friedrich Gottfried Mohr    | siehe 1857                              | Zweite Amtszeit                             |
| 1871 – 31. Dezember 1875                         |                            | Otto Gildemeister                | * 13. März 1823 † 26. August 1902       | Erste Amtszeit                              |
| 1. Januar 1876 – 12. April 1879 †                |                            | Friedrich Pfeiffer               | * 1815; † 1879                          |                                             |
| 12. April 1879– 31. Dezember 1879                | 1879                       | Otto Gildemeister                | siehe 1875                              | Zweite Amtszeit                             |
| ab 1879 (oder 1874 ?) bis 1882                   |                            | Friedrich Ludolf Grave           | * 15. November 1815 † 22. Januar 1885   | Grablage Riensberger Friedhof U 35/36       |

### 1882 bis 1918
Zwischen 1882 und 1918 wurden aus dem Senat zwei Bürgermeister für jeweils vier Jahre gewählt. Einen von ihnen bestimmte der Senat für ein Kalenderjahr zum Präsidenten des Senats. In der folgenden Tabelle werden nur die Namen der Bürgermeister genannt, die zugleich auch Präsidenten des Senats waren.
| Regierungszeit | Name                          | Lebensdaten                             | Bemerkung                                           |
| -------------- | ----------------------------- | --------------------------------------- | --------------------------------------------------- |
| 1882           | Otto Gildemeister             | * 13. März 1823; † 26. August 1902      | Zweite Amtszeit                                     |
| 1883           | Carl Friedrich Christian Buff | * 1820; † 1891,                         | Vater von Clemens Buff Waller Friedhof Grablage X82 |
| 1884           | Otto Gildemeister             | siehe bei 1882                          | Dritte Amtszeit                                     |
| 1885           | Carl Friedrich Christian Buff | siehe bei 1883                          | Zweite Amtszeit                                     |
| 1886           | Otto Gildemeister             | siehe bei 1882                          | Vierte Amtszeit                                     |
| 1887           | August Lürman                 | * 1820; † 1902                          |                                                     |
| 1888           | Carl Friedrich Christian Buff | siehe bei 1883                          | Dritte Amtszeit                                     |
| 1889           | August Lürman                 | siehe bei 1887                          | Zweite Amtszeit                                     |
| 1890           | Carl Friedrich Christian Buff | siehe bei 1883                          | Vierte Amtszeit                                     |
| 1891           | Alfred Dominicus Pauli        | * 7. August 1827 † 20. November 1915    |                                                     |
| 1892           | August Lürman                 | siehe bei 1887                          | Dritte Amtszeit                                     |
| 1893           | Vakanz                        |                                         | -                                                   |
| 1894           | August Lürman                 | siehe bei 1887                          | Vierte Amtszeit                                     |
| 1895           | Albert Gröning                | * 26. Januar 1839 † 23. Juni 1903       | Enkel von Bürgermeister Georg Gröning               |
| 1896           | Alfred Dominicus Pauli        | siehe bei 1891                          | Zweite Amtszeit                                     |
| 1897           | Albert Gröning                | siehe bei 1895                          | Zweite Amtszeit                                     |
| 1898           | Alfred Dominicus Pauli        | siehe bei 1891                          | Dritte Amtszeit                                     |
| 1899           | Friedrich August Schultz      |                                         | Erste Amtszeit                                      |
| 1900           | Albert Gröning                | siehe bei 1895                          | Dritte Amtszeit                                     |
| 1901           | Friedrich August Schultz      | siehe bei 1899                          | Zweite Amtszeit                                     |
| 1902           | Albert Gröning                | siehe bei 1895                          | Vierte Amtszeit                                     |
| 1903           | Alfred Dominicus Pauli        | siehe bei 1891                          | Vierte Amtszeit                                     |
| 1904           | Carl Georg Barkhausen         | * 14. Februar 1848 † 5. November 1917   |                                                     |
| 1905           | Alfred Dominicus Pauli        | siehe bei 1891                          | Fünfte Amtszeit                                     |
| 1906           | Carl Georg Barkhausen         | siehe bei 1904                          | Zweite Amtszeit                                     |
| 1907           | Victor Wilhelm Marcus         | * 9. Juli 1849 † 17. November 1911      |                                                     |
| 1908           | Alfred Dominicus Pauli        | siehe bei 1891                          | Sechste Amtszeit                                    |
| 1909           | Victor Wilhelm Marcus         | siehe bei 1907                          | Zweite Amtszeit                                     |
| 1910           | Alfred Dominicus Pauli        | siehe bei 1891                          | Siebte Amtszeit                                     |
| 1911           | Carl Georg Barkhausen         | siehe bei 1904                          | Dritte Amtszeit                                     |
| 1912           |                               |                                         |                                                     |
| 1913           | Carl Georg Barkhausen         | siehe bei 1904                          | Vierte Amtszeit                                     |
| 1914           | Karl F. H. Stadtländer        | * 4. Dezember 1844; † 3. November 1916  |                                                     |
| 1915           | Clemens Carl Buff             | * 20. November 1853; † 23. Februar 1940 | Sohn von Carl Buff                                  |
| 1916           | Carl Georg Barkhausen         | siehe bei 1904                          | Fünfte Amtszeit                                     |
| 1917           | Clemens Carl Buff             | siehe bei 1914                          | Zweite Amtszeit                                     |
| 1918           | Hermann Hildebrand            | * 27. September 1849 † 6. Oktober 1939  | siehe auch bei 1919                                 |

## 1918 bis 1946
Nach der Niederschlagung der Bremer Räterepublik im Januar 1919 fanden wieder Bürgerschaftswahlen statt. Seitdem ist der Präsident des Senats zugleich Bürgermeister und damit auch Staatsoberhaupt der Freien Hansestadt Bremen und Stadtoberhaupt der Stadtgemeinde Bremen. Aus traditionellen Gründen gibt es in Bremen im Gegensatz zu den meisten deutschen Großstädten nur den Titel Bürgermeister und nicht Oberbürgermeister. Der Stellvertreter des Präsidenten des Senats und Bürgermeisters trägt auch den Titel eines Bürgermeisters und Senators.
| Regierungszeit                       | Name                     | Lebensdaten                             | Partei                  | Bemerkung                                |
| ------------------------------------ | ------------------------ | --------------------------------------- | ----------------------- | ---------------------------------------- |
| 10. April 1919 bis 18. Mai 1920      | Hermann Hildebrand       | * 27. September 1849; † 6. Oktober 1939 | DDP                     |                                          |
| 18. Mai 1920 bis 18. März 1933       | Martin Donandt           | * 18. Januar 1852; † 23. Januar 1937    | DNVP, ab 1929 parteilos |                                          |
| 18. März 1933 bis 1. Oktober 1933    | Richard Markert          | * 7. November 1891; † 13. April 1957    | NSDAP                   | kommissarisch eingesetzt                 |
| 1. Oktober 1933 bis 23. Oktober 1934 | Richard Markert          | siehe oben                              | NSDAP                   | nach Parteikämpfen abgesetzt             |
| 29. Oktober 1934 bis 16. April 1937  | Karl Hermann Otto Heider | * 26. Mai 1896; † 13. Mai 1960          | NSDAP                   | nach einer Stiftungsgeldaffäre abgesetzt |
| 16. April 1937 bis 16. Juni 1944     | Johann Heinrich Böhmcker | * 22. Juli 1896; † 16. Juni 1944        | NSDAP                   | starb unter unklaren Umständen im Amt    |
| 1. Juli 1944 bis 27. April 1945      | Richard Duckwitz         | * 28. Juni 1886; † 30. November 1972    | NSDAP                   | kommissarisch eingesetzt                 |

Unter US-Besatzung (1945–1946)
Bürgermeister wurden von den Alliierten ernannt und einsetzt.
| Bürgermeister                     | Beginn der Amtszeit | Ende der Amtszeit | Partei | Partei                    |
| --------------------------------- | ------------------- | ----------------- | ------ | ------------------------- |
| Johannes Schroers (kommissarisch) | 27. April 1945      | 30. April 1945    |        | parteilos (ehemals NSDAP) |
| Erich Vagts                       | 4. Mai 1945         | 31. Juli 1945     |        | parteilos (ehemals DNVP)  |
| Wilhelm Kaisen                    | 31. Juli 1945       | 28. November 1946 |        | SPD                       |

## Freie Hansestadt Bremen (seit 1946)

### Bürgermeister der Stadt Bremen und Präsident des Senats
| # | Bild | Bürgermeister        | Beginn der Amtszeit | Ende der Amtszeit  | Partei | Partei | Wahlen                        |
| - | ---- | -------------------- | ------------------- | ------------------ | ------ | ------ | ----------------------------- |
| 1 |      | Wilhelm Kaisen       | 28. November 1946   | 20. Juli 1965      |        | SPD    | 1946 1947 1951 1955 1959 1963 |
| 2 |      | Willy Dehnkamp       | 20. Juli 1965       | 28. November 1967  |        | SPD    | 1967                          |
| 3 |      | Hans Koschnick       | 28. November 1967   | 18. September 1985 |        | SPD    | 1971 1975 1979 1983           |
| 4 |      | Klaus Wedemeier      | 18. September 1985  | 4. Juli 1995       |        | SPD    | 1987 1991 1995                |
| 5 |      | Henning Scherf       | 4. Juli 1995        | 8. November 2005   |        | SPD    | 1999 2003                     |
| 6 |      | Jens Böhrnsen        | 8. November 2005    | 15. Juli 2015      |        | SPD    | 2007 2011 2015                |
| 7 |      | Carsten Sieling      | 15. Juli 2015       | 15. August 2019    |        | SPD    | 2019                          |
| 8 |      | Andreas Bovenschulte | 15. August 2019     |                    |        | SPD    | 2023                          |

### Bürgermeister (Stellvertreter)
Seit 1945 gab es folgende Bürgermeister, die Stellvertreter des Präsidenten des Senats waren:
| #  | Bürgermeister            | Beginn der Amtszeit | Ende der Amtszeit  | Partei | Partei       |
| -- | ------------------------ | ------------------- | ------------------ | ------ | ------------ |
| 1  | Theodor Spitta           | 6. Juni 1945        | 28. Dezember 1955  |        | BDV bzw. FDP |
| 2  | Jules Eberhard Noltenius | 28. Dezember 1955   | 21. Dezember 1959  |        | CDU          |
| 3  | Adolf Ehlers             | 21. Dezember 1959   | 26. November 1963  |        | SPD          |
| 4  | Willy Dehnkamp           | 26. November 1963   | 19. Juli 1965      |        | SPD          |
| 5  | Hans Koschnick           | 20. Juli 1965       | 28. November 1967  |        | SPD          |
| 6  | Annemarie Mevissen       | 28. November 1967   | 5. März 1975       |        | SPD          |
| 7  | Walter Franke            | 5. März 1975        | 7. November 1979   |        | SPD          |
| 8  | Moritz Thape             | 7. November 1979    | 18. September 1985 |        | SPD          |
| 9  | Henning Scherf           | 18. September 1985  | 11. Dezember 1991  |        | SPD          |
| 10 | Claus Jäger              | 11. Dezember 1991   | 2. November 1993   |        | FDP          |
| 11 | Ralf Fücks               | 2. November 1993    | 4. Juli 1995       |        | Grüne        |
| 12 | Ulrich Nölle             | 4. Juli 1995        | 16. September 1997 |        | CDU          |
| 13 | Hartmut Perschau         | 16. September 1997  | 13. Juli 2004      |        | CDU          |
| 14 | Peter Gloystein          | 8. September 2004   | 12. Mai 2005       |        | CDU          |
| 15 | Thomas Röwekamp          | 25. Juli 2004       | 29. Juni 2007      |        | CDU          |
| 16 | Karoline Linnert         | 29. Juni 2007       | 15. August 2019    |        | Grüne        |
| 17 | Maike Schaefer           | 15. August 2019     | 5. Juli 2023       |        | Grüne        |
| 18 | Björn Fecker             | 5. Juli 2023        |                    |        | Grüne        |